# Zid de sprijin

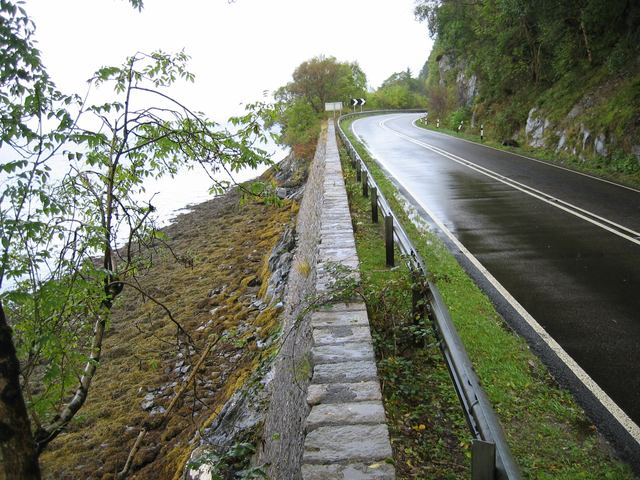
Zid de sprijin

Un zid de sprijin este un element de construcție cu grosime relativ mică în raport cu celelalte dimensiuni, folosit pentru protecția taluzurilor și malurilor împotriva eroziunii, alunecărilor și prăbușirilor. În funcție de importanța și solicitările la care este supus zidul de sprijin se execută din: piatră, cărămidă, lemn sau beton. Materialele locale se folosesc la execția zidurilor de sprijin ale teraselor.